# Tommy Bonnesen
Tommy Bonnesen (27. marts 1873 i København – 14. marts 1935) var en dansk matematiker og professor i geometri ved Polyteknisk Læreanstalt.
Han blev student fra Metropolitanskolen i 1892 og gav sig herefter i kast med matematisk-naturvidenskabelige studier ved Københavns Universitet. Disse studier blev afsluttet i 1896 med en magisterkonferens i matematik. I 1898 modtog han universitetets guldmedalje for besvarelse af en prisopgave, og i 1902 erhvervede han doktorgraden (dr. phil.) med disputatsen Analytiske Studier over ikke-euklidisk Geometri.
I perioden 1906-1918 var Tommy Bonnesen en meget respekteret og afholdt rektor ved Østre Borgerdydskole. I tilknytning til sin undervisning skrev han flere lærebøger i matematik for gymnasiet. Han skrev også flittigt om geometriske emner i Matematisk Tidsskrift – et tidsskrift som i en længere årrække frem til 1952 blev udgivet af Dansk Matematisk Forening. I perioden 1919-1935 var Bonnesen sammen med Harald Bohr redaktør af dette tidsskrift.
Tommy Bonnesen var et lysende indslag i tidens matematikersamfund med sit smittende humør og skarpe vid. I 1917 blev han udnævnt til professor i deskriptiv geometri ved Den Polytekniske Læreanstalt, hvor han virkede frem til sin død.
Tommy Bonnesen er internationalt kendt for sit arbejde inden for konveks geometri, og en generalisering af den isoperimetriske ulighed, som opstiller et forhold imellem radierne i indskrevne og omskrevne cirkler for konvekse figurer, bærer hans navn. Sammen med Werner Fenchel udgav Bonnesen i 1934 den berømmede matematiske klassiker Theorie der konvexen Körper på Springer-Verlag. Bogen udkom i engelsk oversættelse Theory of convex bodies i 1987.
Tommy Bonnesen blev indvalgt i Videnskabernes Selskab i 1930.